# A może
A może – singel polskiej piosenkarki Luny. Singel został wydany 6 grudnia 2024.
Kompozycja znalazła się na 7. miejscu listy OLiA, najczęściej odtwarzanych utworów w polskich rozgłośniach radiowych.

## Geneza utworu i historia wydania
Utwór napisali i skomponowali Luna Wielgomas, Dominic Buczkowski-Wojtaszek i Patryk Kumór, natomiast za produkcję piosenki odpowiada Hotel Torino.
Singel ukazał się w formacie digital download 6 grudnia 2024 w Polsce wydaniem własnym w dystrybucji Universal Music Polska.

## „A może” w stacjach radiowych
Nagranie było notowane na 7. miejscu w zestawieniu OLiA, najczęściej odtwarzanych utworów w polskich rozgłośniach radiowych.

## Lista utworów
- Digital download[2]

1. „A może” – 2:33

## Notowania

### Pozycja na liście airplay
| Kraj   | Lista (2024–25)                | Najwyższa pozycja |
| ------ | ------------------------------ | ----------------- |
| Polska | OLiS – oficjalna lista airplay | 7                 |